# (13231) Blondelet
(13231) Blondelet (1998 BL14) – planetoida z grupy pasa głównego asteroid okrążająca Słońce w ciągu 5,85 lat w średniej odległości 3,25 j.a. Odkryta 17 stycznia 1998 roku.